# Бхедбут – Ананд – Мехсана
Бхедбут – Ананд – Мехсана – газопровідна система на сході індійського штату Гуджарат.
На початку 2000-х компанія Gujarat State Petronet Limited (GSPL) подала ресурс із офшорного родовища Хазіра на північний берег річки Нармада (трубопровід Хазіра – Дахедж). Це дозволило узятись за створення системи поставок до інших районів штату Гуджарат, для чого того ж десятиліття спорудили ряд відтинків в діаметрі 600 мм: 
- в 2002/2003 році проклали ділянку довжиною 26 км від Бхедбут (на трасі Хазіра – Дахедж, одразу після проходження під Нармадою) до Пагутан, що, зокрема, дозволяло постачати блакитне паливо на нещодавно споруджену ТЕС Пагутан через перемичку довжиною 4 км з тим саме діаметром;
- в 2003/2004 році спорудили відтинок довжиною 64 км від Пагутан до Шерхі (в околицях Вадодари). Тут ресурс може надходити на ТЕС Вадодара (перемичка довжиною 6 км в діаметрі 600 мм) та завод добрив (перемичка довжиною 13 км в діаметрі 600 мм);
- в 2004/2005 році завершили ділянку довжиною 134 км від Шерхі до Калол (дещо північніше від Ахмедабаду). Це дозволило подати блакитне паливо на ТЕС Ахмедабад (через дві перемички в діаметрах 450 мм та 300 мм), завод азотних добрив компанії IFFCO (дві перемички в таких саме діаметрах, як і для електростанції) та ТЕС Дхуваран.
Нарешті, в 2006/2007 фінансовому році продовжили лінію від Калол далі на північ до Мехсани. На цей раз використали діаметр труб 450 мм, а довжина ділянки склала 40 км. При цьому можливо відзначити, що між Ахмедабадом та Мехсаною вже існувала одна нитка газопроводу, яку проклали ще в 20 століттs для видачі продукції нафтогазових родовищ, розробка яких велась в районі Мехсани. 
Дещо південніше Ахмедабаду від траси трубопроводу бере початок газопровід Ананд – Джамнагар, який забезпечив газифікацію півострова Катхіявар. При цьому подачу необхідного ресурсу забезпечили введенням в дію у 2008 році другої нитки довжиною 109 км та діаметром 750 мм на маршруті Бхедбут – Ананд. По ній, зокрема, можлива подача блакитного палива із басейну Крішна-Годаварі (Бенгальська затока), доправленого до Бхедбуту по трубопроводу Схід – Захід. А на першу половину 2010-х планується завершення спорудження газопроводу Мехсана – Бхатінда, який доправлятиме ресурс із району Мехсани до північно-західних штатів.